# 加須郵便局
加須郵便局（かぞゆうびんきょく）は埼玉県加須市にある郵便局。民営化前の分類では集配普通郵便局であった。

## 概要
住所：〒347-8799 埼玉県加須市上三俣2309

## 沿革
- 1872年8月4日（明治5年7月1日） - 加須郵便取扱所として開設[1]。
- 1873年（明治6年） - 加須郵便役所となる。
- 1875年（明治8年）1月1日 - 加須郵便局（四等）となる。
- 1878年（明治11年）11月16日 - 為替取扱を開始。
- 1879年（明治12年）1月28日 - 貯金取扱を開始。
- 1897年（明治30年）9月26日 - 加須郵便電信局となる。
- 1903年（明治36年）4月1日 - 通信官署官制の施行に伴い加須郵便局となる。
- 1949年（昭和24年）3月25日 - 特定郵便局から普通郵便局に局種別改定[2]。
- 1957年（昭和32年）8月15日 - 電話通話および和文電報受付事務の取扱を開始[3]。
- 1966年（昭和41年）10月1日 - 東武伊勢崎線を経由する鉄道郵便輸送（東京伊勢崎線）が廃止[4]。専用自動車に転換。
- 1982年（昭和57年）10月18日 - 大越郵便局から集配業務を移管。
- 1999年（平成11年）3月15日 - 加須市中央一丁目11-41から同市上三俣2309に移転。
- 1999年（平成11年） - 外国通貨の両替および旅行小切手の売買に関する業務取扱を開始。
- 2006年（平成18年）10月10日 - 騎西郵便局から集配業務を移管[5]。
- 2007年（平成19年）10月1日 - 民営化に伴い、併設された郵便事業加須支店に一部業務を移管。
- 2012年（平成24年）10月1日 - 日本郵便株式会社発足に伴い、郵便事業加須支店を加須郵便局に統合。
- 2017年（平成29年）3月6日 - 北川辺郵便局から「349-12xx」区域の集配業務を移管。これにより栃木県域も郵便区に入る。

## 取扱内容
- 郵便、印紙、ゆうパック、内容証明
- 貯金、為替、振替、振込、国際送金、外貨両替・トラベラーズチェック、国債、投資信託
- 生命保険、バイク自賠責保険、自動車保険
- ゆうちょ銀行ATM
- 加須市（旧・加須市域および北埼玉郡騎西町・北川辺町域）および栃木県栃木市藤岡町下宮の集配業務
- ゆうゆう窓口

## 周辺
- 加須市役所
- 加須市民運動公園、市民体育館
- 加須市文化・学習センター（パストラルかぞ）
- 埼玉県立不動岡高等学校

## アクセス
- 東武伊勢崎線 加須駅（北口）から徒歩約20分
- 加須市内循環バス 加須郵便局前停留所下車
- 東北自動車道 加須ICから西へ約3km
- 国道125号（加須羽生バイパス） 加須市役所北交差点を北に折れてすぐ
- 駐車場あり：30台